# Ничипор, Алексей Николаевич
Алексе́й Никола́евич Ничи́пор (бел. Аляксей Мікалаевіч Нічыпар; род. 10 апреля 1993, Слоним, Гродненская область) — белорусский легкоатлет, специалист по толканию ядра. Выступает за сборную Белоруссии по лёгкой атлетике с 2009 года, победитель и призёр первенств национального значения, участник чемпионата мира в Лондоне.

## Биография
Алексей Ничипор родился 10 апреля 1993 года. Проживал и тренировался в городе Слоним Гродненской области.
Занимался лёгкой атлетикой под руководством тренеров Дмитрия Николаевича Карпушкина, Валерия Александровича Орлова, Виктора Александровича Пензикова, проходил подготовку в Гродненском государственном училище олимпийского резерва.
Впервые заявил о себе на международном уровне в сезоне 2009 года, когда вошёл в состав белорусской национальной сборной и выступил на юношеском мировом первенстве в Брессаноне, где в зачёте толкания ядра стал восьмым. Позднее в той же дисциплине завоевал бронзовую медаль на Европейском юношеском летнем олимпийском фестивале в Тампере.
В 2012 году толкал ядро на юниорском мировом первенстве в Барселоне, но в финал не вышел.
В 2013 году закрыл десятку сильнейших на молодёжном европейском первенстве в Тампере.
На молодёжном европейском первенстве 2015 года в Таллине занял 12-е место.
В 2016 году принял участие во взрослом чемпионате Европы в Амстердаме.
В 2017 году одержал победу на зимнем чемпионате Белоруссии в Могилёве, толкал ядро на чемпионате Европы в помещении в Белграде. Летом занял пятое место на командном чемпионате Европы в Лилле, победил на чемпионате Белоруссии в Гродно, тогда как на соревнованиях в Минске установил свой личный рекорд на открытом стадионе — 20,52 метра. Принимал участие в чемпионате мира в Лондоне. Будучи студентом, представлял страну на Универсиаде в Тайбэе, где стал четвёртым.
В 2018 году вновь был лучшим на зимнем и летнем первенствах страны. На чемпионате Европы в Берлине показал в финале десятый результат.
В 2019 году стал девятым на Кубке Европы по метаниям в Шаморине, в третий раз подряд выиграл чемпионат Белоруссии в толкании ядра.